# Carlo Battaglini

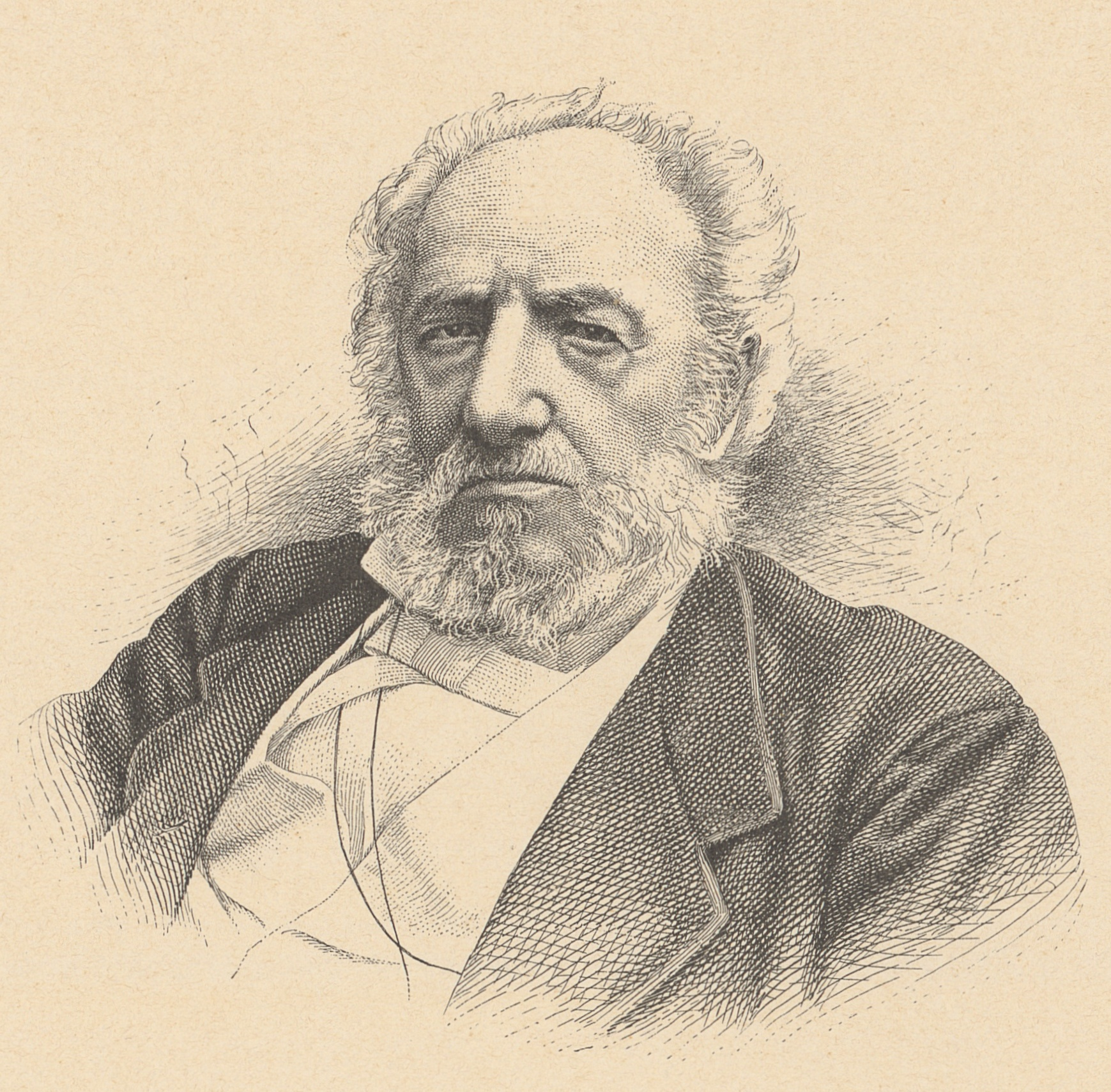
Porträt des Schweizer Politikers Carlo Battaglini

Carlo Battaglini (* 2. Juli 1812 in Cagiallo; † 3. August 1888 in Lugano) war ein Schweizer Politiker. Er zählte zu den führenden radikalliberalen Politikern des Kantons Tessin und hatte verschiedene Ämter inne. Von 1858 bis 1850, 1862 bis 1875 und 1881 bis 1887 gehörte er dem Nationalrat an, 1855/56 dem Ständerat. Von 1878 bis zu seinem Tod war er Stadtpräsident von Lugano.

## Biografie
Der Sohn eines Rechtsanwalts wurde von seiner Familie zu einer kirchlichen Laufbahn gedrängt, weshalb er 1831 in Mailand ins Collegio Elvetico eintrat. Battaglini wollte jedoch nicht katholischer Priester werden, auch weckte er mit seinen liberalen Ansichten das Misstrauen der österreichischen Polizei. 1833 setzte er sich nach Genf ab, um Recht zu studieren. Prägend für seine weitere Entwicklung waren die Vorlesungen von Pellegrino Rossi, die Bekanntschaft mit James Fazy und der Kontakt mit italienischen Exilanten. Unter dem Einfluss des Freiheitskämpfers Giuseppe Mazzini beteiligte sich Battaglini 1834 an dessen gescheiterten Umsturzversuch im Königreich Savoyen. Er schloss 1835 sein Studium ab, kehrte ins Tessin zurück und sammelte praktische Erfahrungen in der Anwaltskanzlei von Giacomo Luvini.
Battaglini wurde aufgrund seines Charismas bald zum Vorreiter des demokratischen Radikalismus im Tessin. Dabei war er auch für die aufkeimenden Ideen des Sozialismus empfänglich. Er war Mitbegründer der Società dei Carabinieri (Schützengesellschaft) und der Società degli Amici della Popolare Educazione (Verein zur Förderung der Volkserziehung). Ab 1838 schrieb Battaglini rund zwei Jahrzehnte lang Artikel für die Zeitung Reppublicano della Svizzera italiana. Im Dezember 1839, als die Radikalliberalen den Katholisch-Konservativen die Macht entrissen, gehörte er zusammen mit Luvini zu den Hauptakteuren der Revolution. Er wurde daraufhin in den Grossen Rat des Kantons Tessin gewählt, dem er zunächst bis 1848 und erneut von 1852 bis 1888 angehörte; den Rat präsidierte er insgesamt sieben Mal. 1844 vertrat er das Tessin als Abgesandter an die Tagsatzung. Battaglini war Exponent des antiklerikalen Flügels und befürwortete die Säkularisation der Klöster. Ebenso befasste er sich mit dem Zivilgesetz- und dem Strafgesetzbuch des Tessins.
1847 war Battaglini während des Sonderbundskriegs Oberst im Generalstab. Im Oktober 1848 kandidierte er mit Erfolg bei den ersten Parlamentswahlen, trat aber nach knapp zwei Jahren zurück. Für die Jahre 1855/56 wählte ihn der Grosse Rat in den Ständerat. 1861 beteiligte er sich massgeblich an den Verhandlungen über die Regelung des Grenzverlaufs zwischen dem Tessin und Italien. Bei einer Nachwahl im Wahlkreis Tessin-Süd zog er im Juni 1862 wieder in den Nationalrat ein. Im Jahr 1872 kandidierte er ohne Erfolg als Bundesrat. 1875 und 1878 unterlag Battaglini der wiedererstarkten katholisch-konservativen Konkurrenz. 1881 wurde er erneut in den Nationalrat gewählt, dem er schliesslich bis 1887 angehörte. Ab 1878 amtierte er zusätzlich als Stadtpräsident von Lugano, zehn Jahre später verstarb er im Amt.
Carlo Battaglini war mit Rosalia Bussolini verheiratet. Sein 1845 geborener Sohn Antonio Battaglini war später ebenfalls Ständerat.